# 新利根町
新利根町（しんとねまち）は、茨城県稲敷郡にかつて存在した町である。

## 地理
河川
- 新利根川

### 隣接していた自治体
- 龍ケ崎市
- 稲敷郡江戸崎町
- 稲敷郡東町
- 稲敷郡河内町

## 歴史

### 沿革
- 1955年（昭和30年）4月1日 - 根本村・柴崎村・太田村が合併し、新利根村が発足。
- 1982年（昭和57年）4月1日 - 国道408号が制定。
- 1996年（平成8年）6月1日 - 町制施行し新利根町となる。
- 2005年（平成17年）3月22日 - 新利根町は江戸崎町、東町、桜川村と合併し、稲敷市が発足。新利根町は消滅。

### 行政区域変遷
- 変遷の年表

| 新利根町町域の変遷（年表） | 新利根町町域の変遷（年表） | 新利根町町域の変遷（年表） |
| 年                         | 月日                       | 旧新利根町町域に関連する行政区域変遷 |
| -------------------------- | -------------------------- | --- |
| 1889年（明治22年）         | 4月1日                     | 町村制施行により、以下の村が発足。 - 根本村 ← 下根本村・上根本村 - 柴崎村 ← 中山村・柴崎村・伊佐津村・伊佐津新田・戌渡新田・角崎村・狸穴村 - 太田村 ← 寺内村・小野村・下太田村・堀川村 |
| 1896年（明治29年）         | 4月1日                     | 信太郡・河内郡が合併し稲敷郡が発足。 |
| 1955年（昭和30年）         | 4月1日                     | 根本村・柴崎村・太田村が合併し、新利根村が発足。 |
| 1996年（平成8年）          | 6月1日                     | 新利根村は町制施行し新利根町となる。 |
| 2005年（平成17年）         | 3月22日                    | 新利根町は江戸崎町・東町・桜川村と合併し、稲敷市が発足。新利根町は消滅。 |

- 変遷表

| 新利根町町域の変遷表 | 新利根町町域の変遷表 | 新利根町町域の変遷表 | 新利根町町域の変遷表 | 新利根町町域の変遷表 | 新利根町町域の変遷表      | 新利根町町域の変遷表 | 新利根町町域の変遷表    | 新利根町町域の変遷表                      | 新利根町町域の変遷表 |
| 1868年 以前          | 1868年 以前          | 1868年 以前          | 明治元年 - 明治22年  | 明治22年 4月1日      | 明治22年 - 昭和19年       | 明治22年 - 昭和19年  | 昭和20年 - 昭和64年]    | 平成元年 - 現在                           | 現在                 |
| -------------------- | -------------------- | -------------------- | -------------------- | -------------------- | ------------------------- | -------------------- | ----------------------- | ----------------------------------------- | -------------------- |
| 河内郡               |                      | 下根本村             | 下根本村             | 根本村               | 明治29年4月1日 稲敷郡発足 | 根本村               | 昭和30年4月1日 新利根村 | 平成8年6月1日 町制 平成17年3月22日 稲敷市 | 稲敷市               |
| 河内郡               | 上根本村             |                      |                      | 根本村               | 明治29年4月1日 稲敷郡発足 | 根本村               | 昭和30年4月1日 新利根村 | 平成8年6月1日 町制 平成17年3月22日 稲敷市 | 稲敷市               |
| 河内郡               |                      | 中山村               | 中山村               | 柴崎村               | 明治29年4月1日 稲敷郡発足 | 柴崎村               | 昭和30年4月1日 新利根村 | 平成8年6月1日 町制 平成17年3月22日 稲敷市 | 稲敷市               |
| 河内郡               | 柴崎村               |                      |                      | 柴崎村               | 明治29年4月1日 稲敷郡発足 | 柴崎村               | 昭和30年4月1日 新利根村 | 平成8年6月1日 町制 平成17年3月22日 稲敷市 | 稲敷市               |
| 河内郡               | 伊佐津村             |                      |                      | 柴崎村               | 明治29年4月1日 稲敷郡発足 | 柴崎村               | 昭和30年4月1日 新利根村 | 平成8年6月1日 町制 平成17年3月22日 稲敷市 | 稲敷市               |
| 河内郡               | 伊佐津新田           |                      |                      | 柴崎村               | 明治29年4月1日 稲敷郡発足 | 柴崎村               | 昭和30年4月1日 新利根村 | 平成8年6月1日 町制 平成17年3月22日 稲敷市 | 稲敷市               |
| 河内郡               | 戌渡新田             |                      |                      | 柴崎村               | 明治29年4月1日 稲敷郡発足 | 柴崎村               | 昭和30年4月1日 新利根村 | 平成8年6月1日 町制 平成17年3月22日 稲敷市 | 稲敷市               |
| 河内郡               | 角崎村               |                      |                      | 柴崎村               | 明治29年4月1日 稲敷郡発足 | 柴崎村               | 昭和30年4月1日 新利根村 | 平成8年6月1日 町制 平成17年3月22日 稲敷市 | 稲敷市               |
| 河内郡               | 狸穴村               |                      |                      | 柴崎村               | 明治29年4月1日 稲敷郡発足 | 柴崎村               | 昭和30年4月1日 新利根村 | 平成8年6月1日 町制 平成17年3月22日 稲敷市 | 稲敷市               |
| 河内郡               |                      | 寺内村               | 明治元年頃 寺内村    | 太田村               | 明治29年4月1日 稲敷郡発足 | 太田村               | 昭和30年4月1日 新利根村 | 平成8年6月1日 町制 平成17年3月22日 稲敷市 | 稲敷市               |
| 河内郡               | 明治元年頃 小野村    | 寺内村               |                      | 太田村               | 明治29年4月1日 稲敷郡発足 | 太田村               | 昭和30年4月1日 新利根村 | 平成8年6月1日 町制 平成17年3月22日 稲敷市 | 稲敷市               |
| 河内郡               | 下太田村             |                      |                      | 太田村               | 明治29年4月1日 稲敷郡発足 | 太田村               | 昭和30年4月1日 新利根村 | 平成8年6月1日 町制 平成17年3月22日 稲敷市 | 稲敷市               |
| 河内郡               | 堀川村               |                      |                      | 太田村               | 明治29年4月1日 稲敷郡発足 | 太田村               | 昭和30年4月1日 新利根村 | 平成8年6月1日 町制 平成17年3月22日 稲敷市 | 稲敷市               |

## 交通

### 道路
- 一般国道
  - 国道408号
- 主要地方道
  - 茨城県道5号竜ヶ崎潮来線
  - 茨城県道49号江戸崎新利根線

## 名所・旧跡
- 逢善寺と森
- 平井家住宅

## 出身有名人
- 松本楓湖 - 日本画家。旧河内郡寺内村、町内大字寺内出身。